# Часлав (Кутна Хора)
Часлав (чеш. Čáslav) град је у Чешкој Републици, у оквиру историјске покрајине Бохемије. Часлав је у оквиру управне јединице Средњочешки крај, где припада округу Кутна Хора.

## Географија
Часлав се налази у средишњем делу Чешке републике. Град је удаљен од 90 km источно од главног града Прага.
Град Часлав је смештен у области средишње Бохемије, која је брдског карактера. Надморска висина града је око 360 m.

## Историја
Подручје Часлава било је насељено још у доба праисторије. Насеље под данашњим називом први пут се у писаним документима спомиње 1250. године, као подграђе испод замка са почетка 9. века. Оно је било са трговиштем и одмах је добило градска права.
Часлав је имао значајну улогу током Хуситских ратова.
1919. године Часлав је постао део новоосноване Чехословачке. У време комунизма град је нагло индустријализован. После осамостаљења Чешке дошло је потешкоћа са преструктурирањем привреде.

## Становништво
Часлав данас има нешто преко 10.000 становника и последњих година број становника у граду стагнира. Поред Чеха у граду живе и Словаци и Роми.

## Слике градских грађевина
- Градска Црква св. Петра и Павла
- Зидине средњовековног Часлава
- Отакаров торањ
- Споменик Матији Улицкову